# Circ de Gémena
El Circ de Gémena és un circ glacial que es troba dins el terme municipal de la Vall de Boí, a l'Alta Ribagorça. Per damunt dels 2.400 metres és dins del Parc Nacional d'Aigüestortes i Estany de Sant Maurici, i dins de la seva zona perifèrica per sota d'aquesta alçada.
«El nom deriva del llatí "stagna gemina", estanys bessons».
Situat en el sector nord-oriental de la Vall de Llubriqueto, té forma circular i està obert cap al sud. La carena que encercla el circ, fronterera amb el sector sud-occidental de la Vall de Llubriqueto en aquest primer tram, s'aixeca a l'oest del desguas de l'Estany Gémena de Baix i pren direcció nord-nord-oest, on se succeeixen: el Pic de l'Estany Gémena (2.553,1 m), la Cresta dels Gémena i el Pic del Cap d'Estany Roi (2.827,3 m). Limitant a ponent amb la Vall de Barravés, la cresta protegeix fins al Pic de Baserca (2.872,7 m) al nord. Vorejant la septentrional Vall de Besiberri, la cresta travessa el Coll Arenós (2.826,2 m) i la Colladeta d'Abellers (2.856,8 m) direcció nord-est, després la Punta Senyalada (2.952,6 m) cap a l'est, el Pic d'Abellers (2.983,4 m) rumb est-nord-est, i el Coll d'Abellers (2.884,6 m) i el Besiberri Sud (3.023,4 m) a l'est. El següent tram, fronterer amb l'oriental Capçalera de Caldes, segueix cap al sud, on s'alça el Pic de Comaloforno (3.029,2 m), sostre del circ i del parc. Al sud d'aquest tres mil, limitant amb la Ribera de Caldes per l'est, la carena continua per la Punta de Passet (2.997,6 m) i la Punta de Lequeutre (2.966,2 m). La Serra Plana continua direcció sud fins al Bony de la Carma (2.445,8), tancant el circ al sud-est de l'Estany Gémena de Baix.
En el circ es troben encadenats, direcció sud, un seguit d'estanys; en la Coma d'Abellers els més alts: els Estanys Gelats (2.579, 2.522 i 2.504 m); i els estanys Gémena de Dalt (2.272 m) i Gémena de Baix (2.234 m) més avall. Aquest últim llac drena per l'extrem meridional cap al Salt de Llubriqueto, sent el desguas del circ.

## Rutes[20]
El camí que s'endinsa dins la Vall de Llubriqueto té el seu punt de sortida en Toirigo, just passat el pont de l'entrada al parc per Cavallers. La ruta s'enfila cap a l'oest buscant el Barranc de Llubriqueto, just on s'inicia el salt de la Sallent, i on el camí gira cap al Pla de la Cabana al nord-oest. Al nord del pla un sender s'enfila primer cap al nord, per després virar cap a ponent i arribar a l'Estany Gémena de Baix, que és la porta d'entrada al circ.